# Tubo en Z

Tubo en Z

El tubo en Z es un aparato experimental para medir la resistencia a la tracción de un líquido.
Consiste en un tubo en forma de Z con los extremos abiertos, lleno de un líquido y colocado sobre una mesa giratoria. Si el tubo fuera recto, el líquido saldría inmediatamente por uno de los extremos al comenzar a girar. Al doblar los extremos del tubo hacia el centro de rotación, el desplazamiento del líquido alejándose del centro provocará que el nivel del agua en uno de los extremos del tubo suba, aumentando así la presión en ese extremo y, en consecuencia, devolviendo el líquido al centro del tubo. Midiendo la velocidad de rotación y la distancia desde el centro de rotación hasta el nivel del líquido en los extremos doblados del tubo, se puede calcular la reducción de presión dentro del tubo.
Presiones negativas, es decir, presión absoluta inferior a cero o, en otras palabras, tensión, se han registrado utilizando agua tratada para eliminar los gases disueltos. Se han registrado resistencias a la tracción de hasta 280 atmósferas para el agua en vidrio.